# Zenaida Yanowsky
Zenaida Yanowsky (*23 de diciembre de 1975, Lyon) es una bailarina de ballet francesa.

## Biografía
Estudió en Las Palmas de Gran Canaria, Gran Canaria, España en la escuela de baile que abrieron sus padres, los bailarines Anatol Yanowsky y Carmen Robles.
Después de ganar la Medalla de Plata en Varna en 1991, se unió al Ballet de la Ópera de París.[cita requerida]
Ganó la medalla de oro tanto en la European Young Dancers Competition (1993) como en la Jackson International Ballet Competition (1994). Se unió al Ballet Real de Londres en 1994 y fue promovida a principal en 2001.
En su repertorio incluye a Odette/Odile, el Hada de Azúcar, Myrtha, Raymonda Acto III, Agon, La novia (Las Bodas), la Ninfa Principal (L'Après-midi d'un faune), Lilac Fairy, Carabosse, Gamzatti, la emperatriz Elizabeth, la sirena (el Hijo Pródigo), Sinfonía en Do, Serenade, Monotones II, Concerto, Sinfonietta y The Four Temperaments. Ha creado e interpretado muchos roles de coreógrafos internacionale como Tharp, Forsythe, Ek, Duato, Tetley, Tuckett, Page, Davies, Wheeldon, Yanowsky, Baldwin, Marston, Kylián y Brandstrup. Ha participado en dos películas de danza, Duet y The Sandman, para Channel 4.
Se retiró del Royal Ballet en mayo del 2017.
Está casada con el barítono Simon Keenlyside con quien tiene dos hijos.